# 三浦雅士
三浦 雅士（みうら まさし、1946年12月17日 - ）は、日本の編集者、文芸評論家、舞踊研究者。日本芸術院会員。1978-80年は執筆時に今井裕康というペン・ネームを使用した。
「ユリイカ」「現代思想」の編集長を経て評論家に。文学、芸術、思想を中心に批評活動を展開する。著書に『メランコリーの水脈』(1984年)、『小説という植民地』(1991年)、『考える身体』(1999年)、『人生という作品』(2010年)など。

## 来歴・人物
青森県弘前市出身。青森県立弘前高等学校卒業。
1969年、青土社創業とともに入社、『ユリイカ』創刊に参画。1972年より『ユリイカ』編集長。1975年より『現代思想』編集長。1982年退社。1981年から文芸評論家となり、『メランコリーの水脈』でサントリー学芸賞を受賞。
『現代思想』編集長として、浅田彰に『構造と力』のもととなった連載を依頼するなど、日本の「ニューアカ」ブームの火付け役となった。2009年まで『大航海』を編集。
コロンビア大学客員教授などを経て、2004年より立教大学大学院文学研究科比較文明学専攻特任教授を務める。文化庁文化審議会文化功労者選考分科会委員、文化庁現代日本文学翻訳作品選定委員を歴任。
舞踊、とくにバレエに傾倒し、1991年から新書館取締役に就任。同年に月刊『ダンスマガジン』を創刊（関口紘一編集長により季刊および隔月刊『ダンスマガジン』は85年創刊ずみ）、1998年まで『ダンスマガジン』編集長を務め、2012年まで同誌顧問（法的には2013年頃まで）。セゾン現代美術館顧問、サントリー文化財団理事、日本文藝家協会理事、サントリー学芸賞選考委員、『丸谷才一全集』（文藝春秋）編纂委員。静岡県三島市の大岡信ことば館顧問も務めていたが、2013年に顧問契約更新を打ち切り（打ち切り理由は非公開）。
妹は作詞家の三浦徳子。

## 受賞・叙勲歴
- 1984年、第6回サントリー学芸賞（『メランコリーの水脈』）
- 1991年、第29回藤村記念歴程賞（『小説という植民地』）
- 1996年、第47回読売文学賞（『身体の零度』）
- 2002年、芸術選奨文部科学大臣賞・第13回伊藤整文学賞（『青春の終焉』）
- 2010年、紫綬褒章受章[3]
- 2012年、日本芸術院賞・恩賜賞

## 著書
- 『私という現象 同時代を読む』（冬樹社 1981年／講談社学術文庫 1996年）
- 『幻のもうひとり 現代芸術ノート』（冬樹社 1982年／冬樹社ライブラリー（新版） 1991年）
- 『主体の変容 現代文学ノート』（中央公論社 1982年／中公文庫 1988年）
- 『夢の明るい鏡 編集後記集1970.7〜1981.12』（冬樹社 1984年）
- 『メランコリーの水脈』（福武書店 1984年／福武文庫 1989年／講談社文芸文庫 2003年）
- 『自分が死ぬということ 読書ノート1978〜1984』（筑摩書房 1985年）
- 『寺山修司 鏡のなかの言葉』（新書館 1987年）
- 『死の視線 '80年代文学の断面』（福武書店 1988年）
- 『疑問の網状組織へ』（筑摩書房 1988年）
- 『小説という植民地』（福武書店 1991年）
- 『身体の零度 何が近代を成立させたか』（講談社選書メチエ 1994年）
- 『バレエの現代』（文藝春秋 1995年）
- 『考える身体』（NTT出版 1999年／河出文庫 2021年）
- 『バレエ入門』（新書館 2000年）
- 『批評という鬱』（岩波書店 2001年）
- 『青春の終焉』（講談社 2001年／講談社学術文庫 2012年）
- 『村上春樹と柴田元幸のもうひとつのアメリカ』（新書館 2003年）
- 『出生の秘密』（講談社 2005年）
- 『漱石―母に愛されなかった子』（岩波新書 2008年）
- 『人生という作品』（NTT出版 2010年）
- 『孤独の発明－または言語の政治学』（講談社、2018年）
- 『石坂洋次郎の逆襲』（講談社、2020年）
- 『スタジオジブリの想像力　地平線とは何か』（講談社、2021年）

### 共著
- 山口昌男『語りの宇宙 記号論インタヴュー集』（冬樹社 1983年、新版1990年）。聞き手
- 三浦, 雅士 編『この本がいい : 対談による「知」のブックガイド』講談社、1993年。ISBN 4-06-206046-9。OL OL12352855M。オリジナルの2022年2月8日時点におけるアーカイブ。 インタビューでの聞き手

竹中平蔵、杉浦日向子、岡田英弘、樺山紘一、大室幹雄、青木保、今福龍太
 沼野充義、柴田元幸、黒井千次、日野啓三、養老孟司、西垣通
 岸田秀、福島章、市川雅、諸井誠、若桑みどり、巌谷国士、萩尾望都
- 『千年紀のベスト100作品を選ぶ』丸谷才一、鹿島茂 （講談社 2001年、光文社・知恵の森文庫 2007年）
- 岸田秀『一神教vs多神教』（新書館 2002年、朝日文庫 2013年）
- 岸田秀『靖国問題の精神分析』（新書館 2005年）
- 岩井克人『資本主義から市民主義へ』（新書館 2006年、ちくま学芸文庫 2014年）
- 『文学全集を立ちあげる』丸谷才一、鹿島茂 （文藝春秋 2006年、文春文庫 2010年）
- 佐伯啓思『資本主義はニヒリズムか』（新書館 2009年）
- 『村上春樹の読みかた』石原千秋、亀山郁夫、藤井省三、加藤典洋と （平凡社 2012年） 。菅野昭正編
- 『三浦雅士インタビュー集　ブラヴォー! パリ・オペラ座エトワールと語るバレエの魅力』（新書館 2013年）
- 『歌仙　一滴の宇宙』 岡野弘彦、長谷川櫂（思潮社 2015年）
- 『辻井喬＝堤清二　文化を創造する文学者』（平凡社、2016年）。菅野昭正編
- 『ポストモダンを超えて　21世紀の芸術と社会を考える』（平凡社 2016年）、編者代表

芳賀徹、高階秀爾、山崎正和編、河本真理、岡田暁生、片山杜秀、斎藤希史、加藤徹、三浦篤共著
- 『歌仙 永遠の一瞬』思潮社、2019年

岡野弘彦、長谷川櫂、谷川俊太郎、三角みづ紀、蜂飼耳、小島ゆかり

## 社会的活動
- 文化庁文化審議会委員
  - 同 文化功労者選考分科会委員
- 日本文芸家協会理事